# Smarrimento
Smarrimento (Nora Prentiss) è un film del 1947 diretto da Vincent Sherman.

## Trama
Il dottor Talbot, insoddisfatto della sua vita coniugale, inizia una relazione con Nora Prentiss, la cantante di un nightclub. Incapace di chiedere il divorzio alla moglie, egli simula la propria morte, dopo parte per New York con Nora.